# Jean Bart (1936)
Jean Bart byla francouzská bitevní loď třídy Richelieu. Byla pojmenována po francouzském korzáru Jeanu Bartovi. Loď byla plně dokončena až dlouho po druhé světové válce. 
Stavba lodi byla zahájena v roce 1936, na vodu byl trup spuštěn v březnu 1940, ale do porážky Francie se loď podařilo dokončit jen ze 77 %. Jean Bart pak unikl do Severní Afriky a zakotvil v Casablance. Zde loď zůstala i nadále podřízena vládě ve Vichy. Loď v té době nesla pouze jednu ze dvou dělových věží (381mm kanóny však ještě nebyly namontovány), osazena nebyla ani žádná z věží se 152mm kanóny a proto nesla jen lehkou výzbroj čtyř 90mm kanónů, pěti 37mm kanónů a 22 kusů 13,2mm kulometů.
Ke střetu došlo ve dnech 8.–10. listopadu 1942 během vylodění spojenců v Severní Africe (Operace Torch). Jean Bart už měl tehdy dokončenu jednu z věží a nesl tedy výzbroj 4× 381 mm, 8× 90 mm, 5× 37 mm a 22× 13,2 mm. V souboji s americkou bitevní lodí USS Massachusetts a letadly letadlové lodi USS Ranger byl Jean Bart těžce poškozen. Poté se loď vzdala spojencům, úvahy o jejím dokončení v USA, podobně jako u sesterské lodi Richelieu, se však ukázaly jako liché. Další dva roky proto loď strávila nečinně v Casablance a dokončena byla až v roce 1955. Vyřazena byla v roce 1969.